# 기리시마긴코만 국립공원

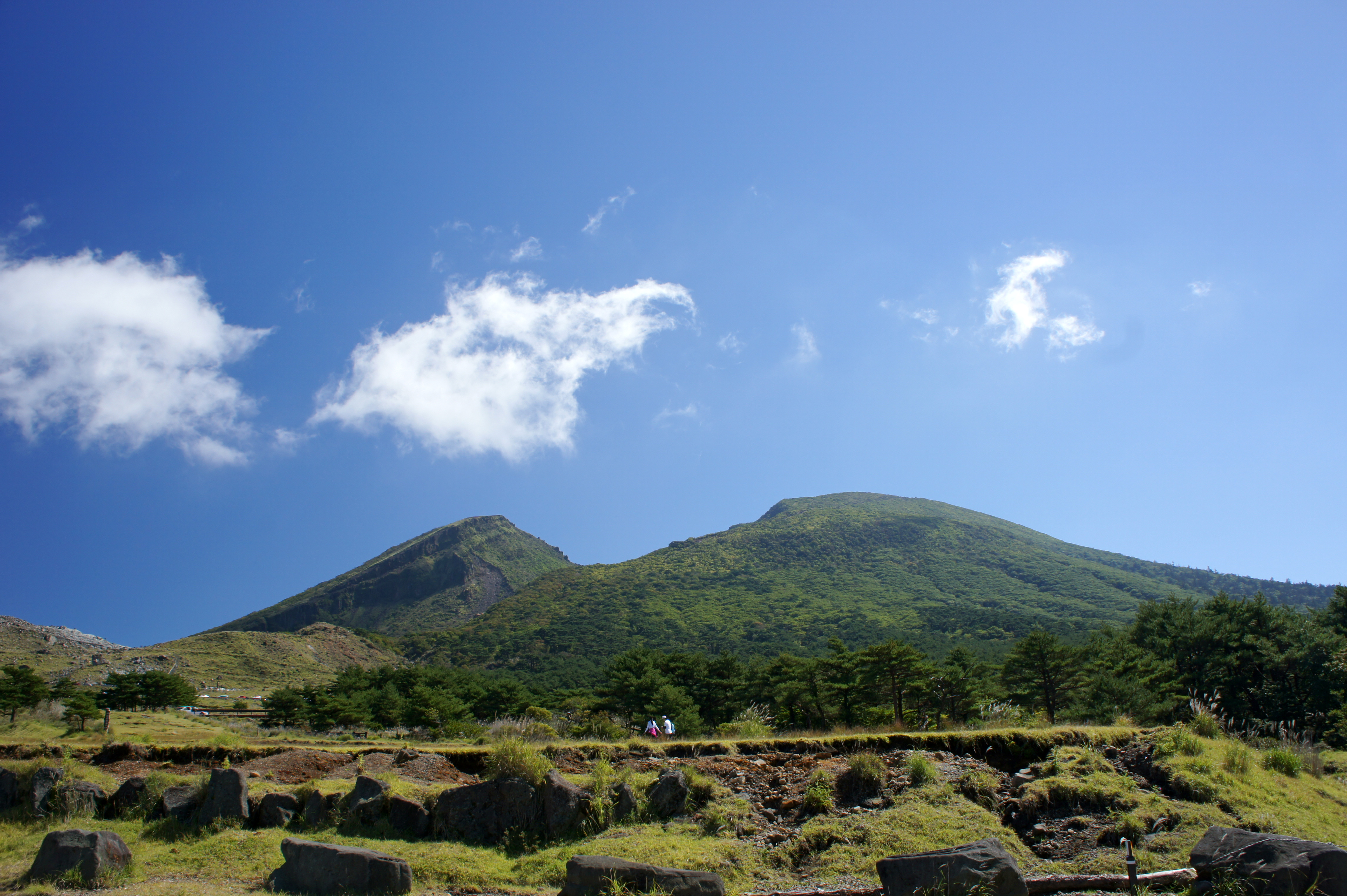

기리시마긴코만 국립공원(일본어: 霧島錦江湾国立公園), 과거 기리시마야쿠 국립공원(일본어: 霧島屋久国立公園)은 일본 가고시마현을 중심으로 하는 미나미큐슈의 주요 경승지에 설치된 국립공원이다. 기리시마산을 중심으로 하는 기리시마 지역과 사쿠라지마섬, 사타곶 주변, 사쓰마반도 남해안을 중심으로 하는 긴코 만 지역으로 구성된다. 과거에는 야쿠시마섬 역시 포함하였으나, 2012년 3월 16일 야쿠시마 국립공원이라는 별도의 국립공원으로 분할되었다.
총 면적은 607.94km2에 이르고 연 방문객은 1,000만 명이 넘는다. 일대는 기리시마 화산대에 속해 기리시마 온천향, 이부스키 온천, 야쿠섬의 오노아이다 온천 등 온천지가 다수 존재해 방문하는 사람도 많다.

## 역사
1934년 3월 16일, 기리시마산 주변의 동서 약 22km, 면적 202km2의 영역이 기리시마 국립공원으로서 세토 내해 국립공원, 운젠 국립공원(현 운젠아마쿠사 국립공원)과 함께 일본에서 최초의 국립공원으로 지정되었다. 1964년 3월 16일에는 긴코 만 지역으로 지정되어 있던 국정공원인 긴코 만 국정공원(1955년 9월 1일 지정) 및 야쿠시마 지역을 편입하여 기리시마야쿠 국립공원이라는 명칭이 되었다. 이후 325.53km2에 달하는 야쿠시마 국립공원을 따로 떼어 현재의 명칭이 되었다.

## 같이 보기
- 일본의 국립공원